# Protostelidy
Protostelidy (Protosteliomycetes, Protostelea) je třída primitivních hlenek (Eumycetozoa). Byly nalezeny po celém světě s výjimkou Antarktidy, osídlují půdu a jiný organický materiál. Živí se fagocytózou různých mikroorganismů.

## Popis
Trofickým stádiem je především myxaméba, v některých případech i myxomonáda. Trofické stadium se může, podobně jako ostatní hlenky, shlukovat do určité míry v plazmodium. V nejjednodušších případech si prostě jedna myxaméba vytvoří dutou stopku, na jejímž vrcholu se tato améba změní v sporokarp obsahující jedinou sporu, z níž se vyvine nová myxaméba. Jiné protostelidní hlenky jsou schopné dokonalejších způsobů shlukování; myxaméby se v těchto případech shlukují v mnohojaderné plazmodium, které nese v pozdějších fázích sporangia se sporami.